# Ван Дейк, Данил
Данил ван Дейк (нидерл. Daniel van Dijk, 10 мая 1907 — 22 ноября 1986) — нидерландский велогонщик, олимпийский чемпион 1928 года.

## Биография
Родился в 1907 году в Гааге. В 1928 году на Олимпийских играх в Амстердаме стал чемпионом в тандеме (вместе с Бернардюсом Лене). В 1937 году, после рождения первого ребёнка, завершил спортивную карьеру.
Во время Второй мировой войны использовал велосипед для того, чтобы ездить с женой за едой. Однажды был задержан немецким патрулём, но благодаря мастерству в спринте смог удрать.
В настоящее время велосипед, на котором ван Дейк и Лене завоевали золотую олимпийскую медаль, выставлен в Олимпийском спортивном музее в Амстердаме. В честь Данила ван Дейка названа одна из улиц в районе Амстердам-Норд.